# Інтерв'ю

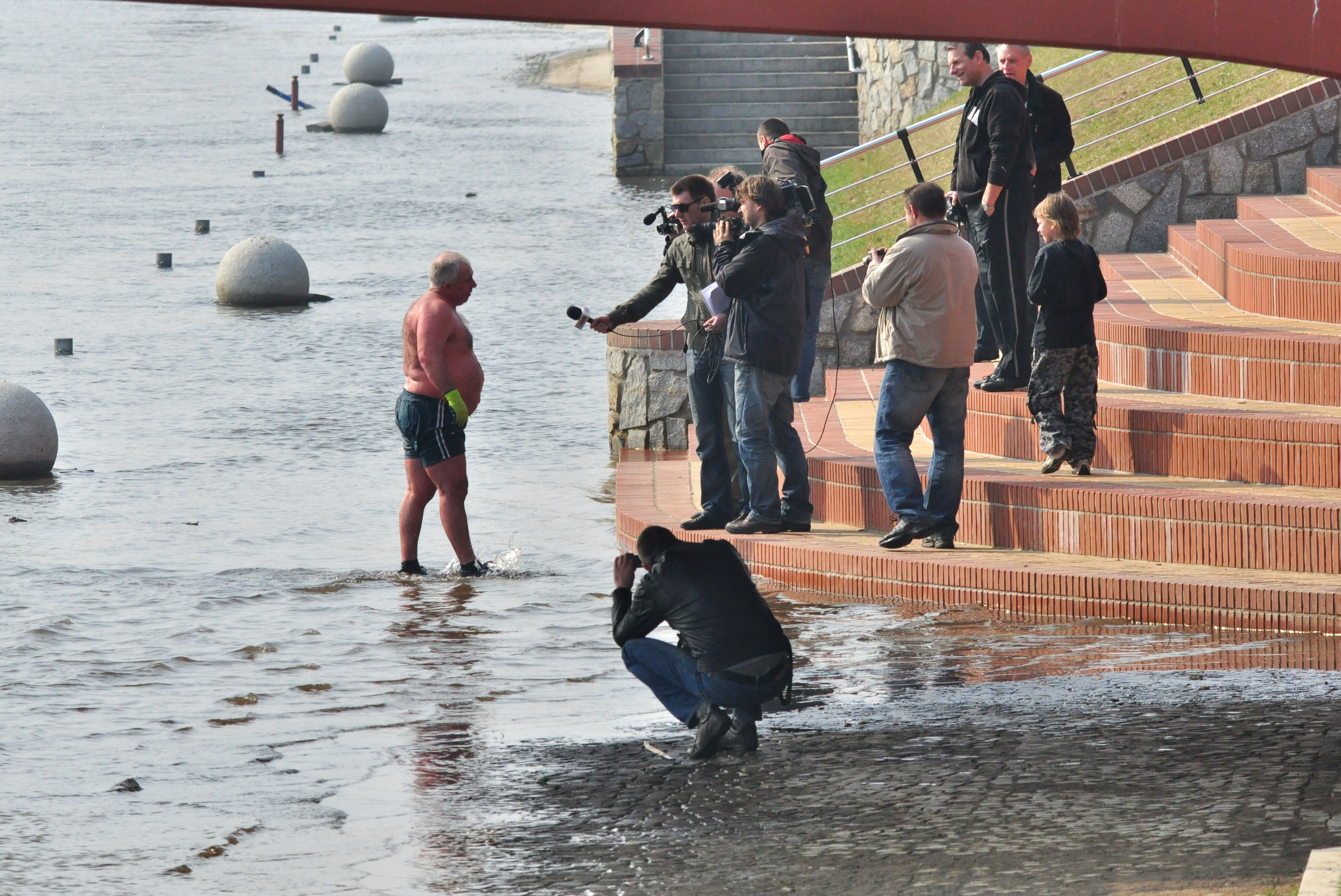
Журналісти беруть інтерв'ю у плавця

Інтерв'ю́ (англ. interview) —  бесіда або письмове надання інформації, вибудована за певним планом через безпосередній контакт інтерв'юера з респондентом з обов'язковою фіксацією відповідей. В соціології використовується як один з основних методів збору первинної соціологічної інформації. В журналістиці є самостійним жанром, що представляє суспільно вагому новину у вигляді відповідей особи на запитання журналіста.

## Види інтерв'ю
- Інтерв'ю в журналістиці
- Дослідницьке інтерв'ю в медицині й соціології, зокрема:
  - Якісне дослідницьке інтерв'ю
  - Клінічне інтерв'ю
  - Метод інтерв'ю в психології
  - Опитування
- Співбесіда під час прийому на роботу.
- Наративне інтерв'ю

### Інтерв'ю в журналістиці
У журналістиці інтерв'ю використовується як метод збору інформації та як жанр. Інтерв'ю — призначена для опублікування в пресі, передачі по радіо, телебаченню розмова журналіста з політичним, громадським або яким-небудь іншим діячем. Якщо сама бесіда, її хід, — не стали предметом відображення в тексті, а журналіст просто використав дані для публікації, говоримо про те, що журналіст користувався інтерв'ю як методом збору інформації. Якщо ж автор подав розмову у формі запитань та відповідей, то це жанр інтерв'ю